# Dawkinsia filamentosa
Dawkinsia filamentosus és una espècie de peix d'aigua dolça de la família dels ciprínids i de l'ordre dels cipriniformes. Poden assolir els 18 cm de longitud total. Es troba a l'Índia.